# Сикам-Бемет (Павија)
Сикам-Бемет је насеље у Италији у округу Павија, региону Ломбардија.
Према процени из 2011. у насељу је живело 3 становника. Насеље се налази на надморској висини од 108 м.